# Rîbinsk

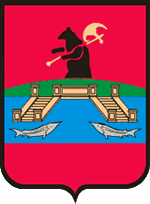

Rîbinsk (ru. Рыбинск) este un oraș din regiunea Iaroslavl, Federația Rusă, cu o populație de 222.653 locuitori.